# Friedrichshafen
Friedrichshafen je njemački grad na sjevernoj obali Bodenskog jezera u saveznoj pokrajini Baden-Württemberg. Ujedno je i najveći grad okruga Bodensko jezero (Bodenseekreis) te iza Konstanza drugi po veličini grad na jezeru.
U neposrednoj blizini su i gradovi Konstanz, Meersburg i Ravensburg u saveznoj pokrajini Baden-Württemberg, Lindau u Bavarskoj te Bregenz u susjednoj Austriji i Romanshorn u Švicarskoj.
Friedrichshafen je i najmlađi od gradova na obali Bodenskog jezera, a kao nekadašnja ljetna rezidencija kraljeva i danas privlači veliki broj posjetitelja. Sezonskom zrakoplovnom charter linijom Friedrichshafen je povezan i sa Zadrom.

## Gradovi prijatelji
- Delitzsch, Njemačka
- Peoria, Illinois, SAD
- Polozk, Bjelorusija
- Saint-Dié-des-Vosges, Francuska
- Sarajevo, Bosna i Hercegovina

## Vanjske poveznice
- Službena stranica
- Web kamere na Bodenskom jezeru
- Muzej Zeppelin

### Ostali projekti
|  | Zajednički poslužitelj ima još gradiva o temi Friedrichshafen |